# Кантон (Џорџија)
Кантон (енгл. Canton) град је у америчкој савезној држави Џорџија. По попису становништва из 2010. у њему је живело 22.958 становника.

## Демографија
Према попису становништва из 2010. у граду је живело 22.958 становника, што је 15.249 (197,8%) становника више него 2000. године.
| Група             | 2000.         | 2010.          |
| Белци             | 5.303 (68,8%) | 14.913 (65,0%) |
| Афроамериканци    | 429 (5,6%)    | 2.045 (8,9%)   |
| Азијати           | 47 (0,6%)     | 309 (1,3%)     |
| Хиспаноамериканци | 1.829 (23,7%) | 5.156 (22,5%)  |
| Укупно            | 7.709         | 22.958         |